# Coupe de France de rugby à XIII 1973-1974
Navigation
Édition précédente Édition suivante
La Coupe de France de rugby à XIII 1973-1974 est la 36e édition de la Coupe de France, compétition à élimination directe mettant aux prises des clubs de rugby à XIII amateurs et professionnels affiliés à la Fédération française de jeu à XIII (aujourd'hui Fédération française de rugby à XIII).

## Seizièmes de finale
|  | Villefranche | 11 - 13 | Albi |  |
|  |              |         |      |  |
|  |              |         |      |  |

|  | Limoux | 5 - 10 | Saint-Gaudens |  |
|  |        |        |               |  |
|  |        |        |               |  |

|  | Pamiers | 10 - 7 | Villeneuve-sur-Lot |  |
|  |         |        |                    |  |
|  |         |        |                    |  |

|  | Réalmont | 0 - 3 | Auterive |  |
|  |          |       |          |  |
|  |          |       |          |  |

|  | U.O. Albi | 16 - 31 | Toulouse |  |
|  |           |         |          |  |
|  |           |         |          |  |

|  | Saint-Jacques | 13 - 2 | Pau |  |
|  |               |        |     |  |
|  |               |        |     |  |

|  | Tonneins | 3 - 0 | Sainte-Livrade |  |
|  |          |       |                |  |
|  |          |       |                |  |

|  | Bordeaux | 33 - 8 | T.O.A.C. |  |
|  |          |        |          |  |
|  |          |        |          |  |

|  | Grenoble | 9 - 26 | Paris |  |
|  |          |        |       |  |
|  |          |        |       |  |

|  | Entraigues | 8 - 13 | Cavaillon |  |
|  |            |        |           |  |
|  |            |        |           |  |

|  | Carpentras | 12 - 2 | XIII Catalan |  |
|  |            |        |              |  |
|  |            |        |              |  |

|  | Avignon | 7 - 5 | Carcassonne |  |
|  |         |       |             |  |
|  |         |       |             |  |

|  | Saint-Estève | 21 - 12 | Montpellier |  |
|  |              |         |             |  |
|  |              |         |             |  |

|  | Lézignan | 11 - 5 | Marseille |  |
|  |          |        |           |  |
|  |          |        |           |  |

|  | Pia | 36 - 15 | Salon-de-Provence |  |
|  |     |         |                   |  |
|  |     |         |                   |  |

|  | Roanne | 35 - 11 | Lyon |  |
|  |        |         |      |  |
|  |        |         |      |  |

## Liste des équipes en compétition en huitièmes de finale
| \| FC Lézignan RC Albigeois AS Saint-Estève Tonneins XIII RC Saint-Gaudens St-Jacques XIII RC Carpentras Bordeaux XIII Toulouse olympique XIII Auterive XIII SM Pia Paris XIII SO Avignon RC Roanne Pamiers XIII SU Cavaillon \| Clubs prenant part à la Coupe de France de rugby à XIII 1974. |
| FC Lézignan RC Albigeois AS Saint-Estève Tonneins XIII RC Saint-Gaudens St-Jacques XIII RC Carpentras Bordeaux XIII Toulouse olympique XIII Auterive XIII SM Pia Paris XIII SO Avignon RC Roanne Pamiers XIII SU Cavaillon                                                                     |

## Phase finale
|  | Huitièmes de finale              | Huitièmes de finale                 |              |    | Quarts de finale           | Quarts de finale           |  |  | Demi-finales                 | Demi-finales                 |  |  | Finale                     | Finale                     |
|  | Huitièmes de finale              | Huitièmes de finale                 |              |    | Quarts de finale           | Quarts de finale           |  |  | Demi-finales                 | Demi-finales                 |  |  | Finale                     | Finale                     |
|  |                                  |                                     |              |    |                            |                            |  |  |                              |                              |  |  |                            |                            |
|  | le 14 avril 1974 à Mazamet       | le 14 avril 1974 à Mazamet          |              |    | le 28 avril 1974 à Castres | le 28 avril 1974 à Castres |  |  | le 12 mai 1974 à Carcassonne | le 12 mai 1974 à Carcassonne |  |  | Le 26 mai 1974 à Perpignan | Le 26 mai 1974 à Perpignan |
|  | le 14 avril 1974 à Mazamet       | le 14 avril 1974 à Mazamet          |              |    | le 28 avril 1974 à Castres | le 28 avril 1974 à Castres |  |  | le 12 mai 1974 à Carcassonne | le 12 mai 1974 à Carcassonne |  |  | Le 26 mai 1974 à Perpignan | Le 26 mai 1974 à Perpignan |
|  | Albi                             | 11                                  |              |    | le 28 avril 1974 à Castres | le 28 avril 1974 à Castres |  |  | le 12 mai 1974 à Carcassonne | le 12 mai 1974 à Carcassonne |  |  | Le 26 mai 1974 à Perpignan | Le 26 mai 1974 à Perpignan |
|  | Albi                             | 11                                  |              |    | le 28 avril 1974 à Castres | le 28 avril 1974 à Castres |  |  | le 12 mai 1974 à Carcassonne | le 12 mai 1974 à Carcassonne |  |  | Le 26 mai 1974 à Perpignan | Le 26 mai 1974 à Perpignan |
|  | Toulouse                         | 7                                   |              |    | le 28 avril 1974 à Castres | le 28 avril 1974 à Castres |  |  | le 12 mai 1974 à Carcassonne | le 12 mai 1974 à Carcassonne |  |  | Le 26 mai 1974 à Perpignan | Le 26 mai 1974 à Perpignan |
|  | Toulouse                         | 7                                   | Albi         | 25 |                            |                            |  |  | le 12 mai 1974 à Carcassonne | le 12 mai 1974 à Carcassonne |  |  | Le 26 mai 1974 à Perpignan | Le 26 mai 1974 à Perpignan |
|  | le 14 avril 1974 à Castelnaudary |                                     | Albi         | 25 |                            |                            |  |  | le 12 mai 1974 à Carcassonne | le 12 mai 1974 à Carcassonne |  |  | Le 26 mai 1974 à Perpignan | Le 26 mai 1974 à Perpignan |
|  |                                  | Saint-Jacques                       | 9            |    |                            |                            |  |  | le 12 mai 1974 à Carcassonne | le 12 mai 1974 à Carcassonne |  |  | Le 26 mai 1974 à Perpignan | Le 26 mai 1974 à Perpignan |
|  | Saint-Jacques                    | Saint-Jacques                       | 9            | 14 |                            |                            |  |  | le 12 mai 1974 à Carcassonne | le 12 mai 1974 à Carcassonne |  |  | Le 26 mai 1974 à Perpignan | Le 26 mai 1974 à Perpignan |
|  | Saint-Jacques                    | le 28 avril 1974 à Limoux           |              | 14 |                            |                            |  |  | le 12 mai 1974 à Carcassonne | le 12 mai 1974 à Carcassonne |  |  | Le 26 mai 1974 à Perpignan | Le 26 mai 1974 à Perpignan |
|  | Auterive                         | 3                                   |              |    |                            |                            |  |  | le 12 mai 1974 à Carcassonne | le 12 mai 1974 à Carcassonne |  |  | Le 26 mai 1974 à Perpignan | Le 26 mai 1974 à Perpignan |
|  | Auterive                         | 3                                   | Albi         | 23 |                            |                            |  |  |                              |                              |  |  | Le 26 mai 1974 à Perpignan | Le 26 mai 1974 à Perpignan |
|  | le 14 avril 1974 à Villefranche  |                                     | Albi         | 23 |                            |                            |  |  |                              |                              |  |  | Le 26 mai 1974 à Perpignan | Le 26 mai 1974 à Perpignan |
|  |                                  | Saint-Estève                        | 18           |    |                            |                            |  |  |                              |                              |  |  | Le 26 mai 1974 à Perpignan | Le 26 mai 1974 à Perpignan |
|  | Saint-Estève                     | Saint-Estève                        | 18           | 39 |                            |                            |  |  |                              |                              |  |  | Le 26 mai 1974 à Perpignan | Le 26 mai 1974 à Perpignan |
|  | Saint-Estève                     | le 12 mai 1974 à Villeneuve-sur-Lot |              | 39 |                            |                            |  |  |                              |                              |  |  | Le 26 mai 1974 à Perpignan | Le 26 mai 1974 à Perpignan |
|  | Paris                            | 9                                   |              |    |                            |                            |  |  |                              |                              |  |  | Le 26 mai 1974 à Perpignan | Le 26 mai 1974 à Perpignan |
|  | Paris                            | 9                                   | Saint-Estève | 15 |                            |                            |  |  |                              |                              |  |  | Le 26 mai 1974 à Perpignan | Le 26 mai 1974 à Perpignan |
|  | le 14 avril 1974 à Pamiers       |                                     | Saint-Estève | 15 |                            |                            |  |  |                              |                              |  |  | Le 26 mai 1974 à Perpignan | Le 26 mai 1974 à Perpignan |
|  |                                  | Saint-Gaudens                       | 9            |    |                            |                            |  |  |                              |                              |  |  | Le 26 mai 1974 à Perpignan | Le 26 mai 1974 à Perpignan |
|  | Saint-Gaudens                    | Saint-Gaudens                       | 9            | 17 |                            |                            |  |  |                              |                              |  |  | Le 26 mai 1974 à Perpignan | Le 26 mai 1974 à Perpignan |
|  | Saint-Gaudens                    | le 28 avril 1974 à Avignon          |              | 17 |                            |                            |  |  |                              |                              |  |  | Le 26 mai 1974 à Perpignan | Le 26 mai 1974 à Perpignan |
|  | Pia                              | 2                                   |              |    |                            |                            |  |  |                              |                              |  |  | Le 26 mai 1974 à Perpignan | Le 26 mai 1974 à Perpignan |
|  | Pia                              | 2                                   | Albi         | 21 |                            |                            |  |  |                              |                              |  |  |                            |                            |
|  | le 14 avril 1974 à Perpignan     |                                     | Albi         | 21 |                            |                            |  |  |                              |                              |  |  |                            |                            |
|  |                                  | Lézignan                            | 11           |    |                            |                            |  |  |                              |                              |  |  |                            |                            |
|  | Lézignan                         | Lézignan                            | 11           | 20 |                            |                            |  |  |                              |                              |  |  |                            |                            |
|  | Lézignan                         |                                     |              | 20 |                            |                            |  |  |                              |                              |  |  |                            |                            |
|  | Avignon                          | 5                                   |              |    |                            |                            |  |  |                              |                              |  |  |                            |                            |
|  | Avignon                          | 5                                   | Lézignan     | 11 |                            |                            |  |  |                              |                              |  |  |                            |                            |
|  | le 14 avril 1974 à Cavaillon     |                                     | Lézignan     | 11 |                            |                            |  |  |                              |                              |  |  |                            |                            |
|  |                                  | Carpentras                          | 0            |    |                            |                            |  |  |                              |                              |  |  |                            |                            |
|  | Carpentras                       | Carpentras                          | 0            | 4  |                            |                            |  |  |                              |                              |  |  |                            |                            |
|  | Carpentras                       | le 1er mai 1974 à Cahors            |              | 4  |                            |                            |  |  |                              |                              |  |  |                            |                            |
|  | Roanne                           | 3                                   |              |    |                            |                            |  |  |                              |                              |  |  |                            |                            |
|  | Roanne                           | 3                                   | Lézignan     | 18 |                            |                            |  |  |                              |                              |  |  |                            |                            |
|  | le 14 avril 1974 à Toulouse      |                                     | Lézignan     | 18 |                            |                            |  |  |                              |                              |  |  |                            |                            |
|  |                                  | Tonneins                            | 8            |    |                            |                            |  |  |                              |                              |  |  |                            |                            |
|  | Tonneins                         | Tonneins                            | 8            | 15 |                            |                            |  |  |                              |                              |  |  |                            |                            |
|  | Tonneins                         |                                     |              | 15 |                            |                            |  |  |                              |                              |  |  |                            |                            |
|  | Cavaillon                        | 5                                   |              |    |                            |                            |  |  |                              |                              |  |  |                            |                            |
|  | Cavaillon                        | 5                                   | Tonneins     | 6  |                            |                            |  |  |                              |                              |  |  |                            |                            |
|  | le 14 avril 1974 à Tonneins      |                                     | Tonneins     | 6  |                            |                            |  |  |                              |                              |  |  |                            |                            |
|  |                                  | Bordeaux                            | 5            |    |                            |                            |  |  |                              |                              |  |  |                            |                            |
|  | Bordeaux                         | Bordeaux                            | 5            | 24 |                            |                            |  |  |                              |                              |  |  |                            |                            |
|  | Bordeaux                         |                                     |              | 24 |                            |                            |  |  |                              |                              |  |  |                            |                            |
|  | Pamiers                          | 8                                   |              |    |                            |                            |  |  |                              |                              |  |  |                            |                            |
|  | Pamiers                          | 8                                   |              |    |                            |                            |  |  |                              |                              |  |  |                            |                            |

## Finale - 26 mai 1974
(mt : 16 - 11)
Points marqués :
- Albi : 3 essais de G. Castel (4e), Marty (76e) et Chamberlain (78e) ; 2 transformations de Gorse ; 4 pénalités de Gorse.
- Lézignan : 1 essai de Dumas (30e) ; 1 transformation de Solié (30e) ; 3 pénalités de Solié.

Évolution du score : 
Arbitre : M. Pascal (Provence)
Spectateurs : 
Composition des équipes :
- Albi : Joe Chamberlain - Bernard Rouland, Gabriel Laskawiec, Christian Laskawiec, Jean-Claude Marty - Jean-Louis Castel (o), Georges Castel (m) - Roland Gorse, Alain Pujol, Jean-Pierre Trémouille, Michel Moussard, Vincent Spina, Fernand Kaminski - Yves Prat, Yves Alvernhe  - Entraîneur : José Vergniory
- Lézignan : Benjamin Prades - Richard Alonso, Jean-Louis Solier, Éric Waligunda, André Dumas - Jacques Casty (o), André Abadie (m) -  André Ducasse, Victor Buttignol, Michel Maïque, Jean-Louis Quintilla, Gilbert Rouanet, Floréal Bonet - Jean-Baptiste Djébli - Entraîneur : Jean Barthe